# Denis Auguste Duchêne

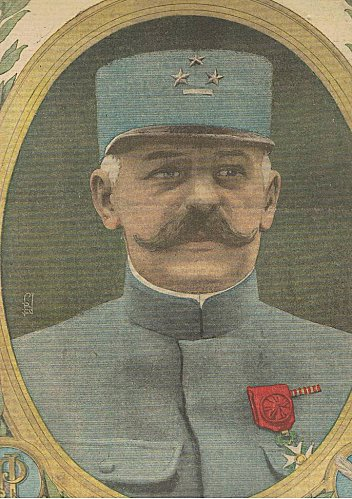
Denis Auguste Duchêne im Petit journal illustré vom 18. Februar 1917

Denis Auguste Duchêne (* 23. September 1862 in Juzennecourt, Haute-Marne; † 9. Juni 1950 in Bihorel, Seine-Maritime) war ein französischer Offizier, zuletzt Général de division.

## Leben
Duchêne trat 1881 in die Militärschule Saint-Cyr ein, die er zwei Jahre später als Sous-Lieutenant der Infanterie abschloss. Seine Karriere folgte dem Muster des typischen französischen Offiziers der damaligen Zeit mit alternierenden Verwendungen in den Kolonien und im Mutterland. So diente er von 1885 bis 1887 in der Tonkin-Kampagne im 4. Regiment der Tirailleurs Tonkinois. 1892 zum Hauptmann befördert, besuchte er die École supérieure de guerre, die er mit Patent abschloss. Als Major befehligte er ab 1901 ein Bataillon und wurde 1908 zum Oberstleutnant befördert. Nach seiner Beförderung zum Oberst 1912 erhielt er den Befehl über das 69. Infanterieregiment.
Im März 1914 wurde Duchêne zum Stabschef des XX. Armeekorps (unter dem späteren Marschall von Frankreich Ferdinand Foch) ernannt, mit dem er sich nach Ausbruch des Ersten Weltkriegs unter anderem in der Schlacht um den Grand-Couronné bei Nancy auszeichnete. 
Im Oktober 1914 zum Général de brigade befördert, wurde er kurzfristig Chef des Stabes der 2. Armee und übernahm am 16. November 1914 den Befehl über die 42. Infanterie-Division. Am 9. März 1915 übernahm er die Führung des XXXII. Armeekorps, erhielt am 12. März die temporäre Beförderung zum Général de division und griff noch in die Schlussphase der Winterschlacht in der Champagne ein. Am 10. August 1915 wurde er Kommandant des II. Armeekorps in der Woevre-Ebene und nahm ab Februar 1916 an der Schlacht um Verdun teil. Das II. Korps verlegte im Sommer 1916 in den Raum südwestlich von Péronne und nahm im Oktober bei Estrées-Deniécourt an der Schlacht an der Somme teil.
Am 27. Dezember 1916 löste er Joseph Micheler als Befehlshaber der 10. Armee ab. Die 10. Armee bildete im Frühjahr 1917 während Schlacht an der Aisne anfänglich die Reserve und griff ab dem 21. April zur Unterstützung der 5. und 6. Armee in die Kämpfe ein. 
Im Herbst 1917 wurde Duchênes Armee per Eisenbahn nach Italien verlegt, wo sie zur Unterstützung der in der Zwölften Isonzoschlacht geschlagenen italienischen Armeen an der Piave-Front zum Einsatz kommen sollte. Ende 1917 wurde Duchêne nach Frankreich zurückbeordert, wo er am 11. Dezember 1917 die am Chemin des Dames stehende 6. Armee übernahm. Diese griff ab März 1918 in die Kämpfe während der deutschen Frühjahrsoffensive ein. Am 27. Mai begann im Sektor der 6. Armee der deutsche Angriff der Dritten Schlacht an der Aisne, der sich zu einer desaströsen französischen Niederlage entwickelte. Duchêne hatte die Befehle seines Vorgesetzten General Pétain ignoriert und seine Truppen in vorderster Linie konzentriert, wo sie von dem deutschen Angriff überrollt wurden. Auf Anweisung von Premierminister Clemenceau wurde ihm am 10. Juni das Kommando entzogen. Nach dem Krieg sagte er vor einem Untersuchungsausschuss über die Ereignisse von 1918 aus.
1920 erhielt Duchêne mit der 19. Infanteriedivision in Rennes wieder ein Kommando. Bevor er 1924 in die Reserve versetzt wurde, führte er noch das XIII. und III. Armeekorps.
Duchêne wurde im Caveau des Gouverneurs der Cathédrale Saint-Louis-des-Invalides in Paris beigesetzt.